# Abebech Afework

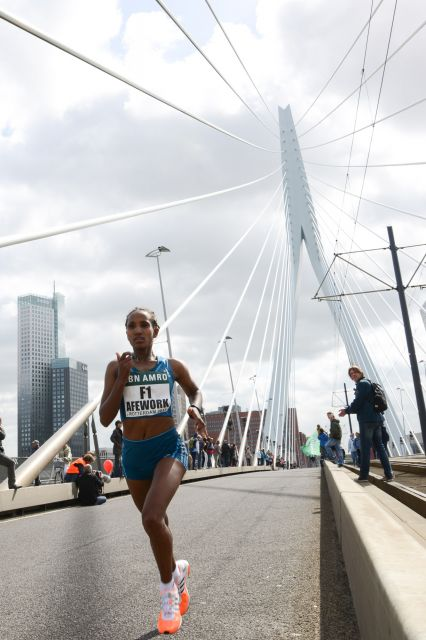
2014 in Rotterdam

Abebech Afework (amharisch አበበች አፈ ወርቅ; * 11. Dezember 1990) ist eine äthiopische Langstreckenläuferin.
2009 wurde sie Dritte beim Udine-Halbmarathon und siegte beim Arezzo-Halbmarathon.
Im Jahr darauf kam sie bei den Crosslauf-Weltmeisterschaften 2010 in Bydgoszcz auf den 18. Platz. Beim Zwolle-Halbmarathon wurde sie Zweite, und bei den Halbmarathon-Weltmeisterschaften in Nanning belegte sie den 14. Platz. Bei ihrem Debüt über die 42,195-km-Distanz wurde sie Dritte beim Pune-Marathon.
2011 gewann sie den Egmond-Halbmarathon und den Halbmarathonbewerb des Paderborner Osterlaufs. Im Herbst wurde sie Dritte beim Dam tot Damloop und siegte bei der Route du Vin, beim Great Ethiopian Run sowie beim Montferland Run.
2012 wurde sie Zweite beim Bogotá-Halbmarathon und Zehnte beim Lille-Halbmarathon.
In die Saison 2013 startete sie mit einem achten Platz beim Dubai-Marathon. Beim Rotterdam-Marathon wurde sie Zweite, beim Luanda-Halbmarathon Vierte und beim Chicago-Marathon Achte.
2014 siegte sie beim Houston-Marathon sowie beim Rotterdam-Marathon und wurde Fünfte beim Berlin-Marathon. 2015 wurde sie Neunte in Dubai.

## Persönliche Bestzeiten
- 10.000 m: 31:48,53 min, 1. Juni 2012, Eugene
- Halbmarathon: 1:09:57 h, 28. September 2014, Berlin
- Marathon: 2:23:33 h, 23. Januar 2015, Dubai